# بيتر هاك
بيتر هاك (بالألمانية: Peter Huck)‏ هو مجدف ألماني، ولد في 10 يونيو 1955.

## وصلات خارجية
- بيتر هاك على موقع الاتحاد الدولي للتجديف (الإنجليزية)